# Amoeiro
Amoeiro là một đô thị trong tỉnh Ourense, thuộc vùng Galicia ở tây bắc Tây Ban Nha.
Dân số2004: 2.322 người(2.276 người năm 2003).
42°25′B 7°57′T / 42,417°B 7,95°T